# Spilogona puberula
Spilogona puberula är en tvåvingeart som först beskrevs av Ringdahl 1918.  Spilogona puberula ingår i släktet Spilogona och familjen husflugor. Arten är reproducerande i Sverige. Inga underarter finns listade i Catalogue of Life.